# Lee Clow
Lee Clow (né en 1943 à Los Angeles) est l'actuel président et directeur de la création de l'agence de publicité TBWA\Worldwide. Le magazine Advertising Age parle de lui comme d'un « Guru de la direction artistique publicitaire ».
Lee Clow est connu pour avoir cocréé avec Steve Hayden, le spot 1984 pour le lancement du Macintosh d'Apple Inc.. Il est aussi à l'origine du célèbre slogan Think Different pour cette même firme. Il est également connu pour son travail sur les lapins Energizer et le chihuahua Taco Bell.